# 江田島市総合運動公園
江田島市総合運動公園（えたじましそうごううんどうこうえん）は、江田島市大柿町飛渡瀬に位置する市営の運動公園。市内の陸上記録会やサッカー試合などに使用されることがある。

## 概要
1996年4月1日、江田島市教育委員会生涯学習課により設立。
多目的広場には、1周400mの陸上トラック、サッカーなどができるフィールドを備え、夜間照明の完備している。
テニスコートは5面。2面の全天候型コートは夜間照明を完備している。
主な大会行事として、リレーフルマラソン、江田島市陸上競技選手権大会、江田島市民体育大会、江田島市GG交歓大会、秋季ソフトテニス大会などが実施される。

### 施設詳細
※出典
- 開園：午前9時 - 午後10時
- 休園：月曜日（祝祭日の場合は翌日）、年末年始
- 設立：1996年（平成7年）4月
- 面積：グランド 18500m2、テニスコート 3900m2、ゲートボール場　1370m2
- 設備：多目的広場、ゲートボール場、テニスコート（全天候型2面・クレイ3面・壁打ち1面）